# Nadine Schreier
Nadine Schreier (* 20. Juli 1982 in Hamburg) ist eine deutsche Schauspielerin, Musicaldarstellerin und Synchronsprecherin.

## Leben
Schreier erhielt das Joop-van-den-Ende-Stipendium an der gleichnamigen Academy in Hamburg.
Erste Bühnenengagements erhielt sie bereits während ihrer Ausbildung. Sie sang und spielte von April 2005 bis Juni 2006 als Erstbesetzung die Constance im Musical 3 Musketiere im Berliner Theater des Westens. Diese Rolle übernahm sie anschließend als Premierenbesetzung auch bei Stuttgarter Produktion im Apollo Theater. Weitere Musicalrollen folgten 2008 bei den Freilichtspielen Tecklenburg und am Theater St. Gallen. Außerdem war Schreier als Solistin mit der Show Musical Rocks! auf Europa- und Deutschlandtournee.
Schreier arbeitet mittlerweile schwerpunktmäßig als Sprecherin und Synchronschauspielerin. Sie war als Sprecherin in der Werbung u. a. für Magnum, Otto, Telekom, Lieferando, RWE und neu.de tätig. Als Synchronsprecherin leiht sie ihre Stimme u. a. der Hauptfigur Yumeko Jabami des Animes Kakegurui – Das Leben ist ein Spiel auf Netflix, sowie u. a. Anime-Charakteren in Naruto oder The Seven Deadly Sins.
Sie synchronisierte u. a. Kristen Schaal, Mara Scherzinger, Judy Greer, Wendi McLendon-Covey, Dena Kaplan, Kristen Bell und Natalie Press.

## Sprechrollen (Auswahl)
- Tracy Ann Oberman (als Daisy) in Thomas & seine Freunde (1984-)
- Pippa Bennett-Warner (als Nina Clemens) in Lewis - Der Oxford-Krimi (2007–2015)
- Yukari Oribe (als Pakura) in Naruto Shippuden (2007–2017)
- Ao Takahashi (als Mädchen C) in Soul Eater (2008–2009)
- Dena Kaplan (als Abigail Armstrong) in Dance Academy - Tanz deinen Traum! (2010–2013)
- Sprachpaket FemaleEvenToned mit zahlreichen Charakteren, u. a. Lydia in The Elder Scrolls V: Skyrim (2011)
- Amy Sedaris (als Samantha) in Bob’s Burgers (2011-)
- Natalie Press (als Caddy Turveydrop) in Bleak House (2005) [Synchro (2013)]
- Daniella Garcia (als Anna Garcia) in Black Box (2014)
- Aoi Yuuki (als Diane) in Seven Deadly Sins (2014–2015)
- Melissa Mabie (als ADISN (1. Stimme)) in Project Mc² (2015–2017)
- Omi Minami (als Tama) in Gintama (2006-) [Synchro (2016)]
- Hanako Footman (als Lily) in The Crown (2016-)
- Sayuri Yahagi (als Saori) in Brynhildr in the Darkness (2017)
- Aoi Yuuki (als Diane) in Seven Deadly Sins: Prisoners of the Sky (2018) [2. Synchro (Netflix)]
- Natasia Demetriou (als Cala Maria) in The Cuphead Show! (2022)

## Theater
- 2006: 3 Musketiere (Constance) – Apollo Theater, Stuttgart
- 2008: Footloose (Ariel) – Freilichtspiele Tecklenburg
- 2008: Hairspray (Amber von Tussle) – Theater St. Gallen